# تعهد العذرية
تعهد العذرية

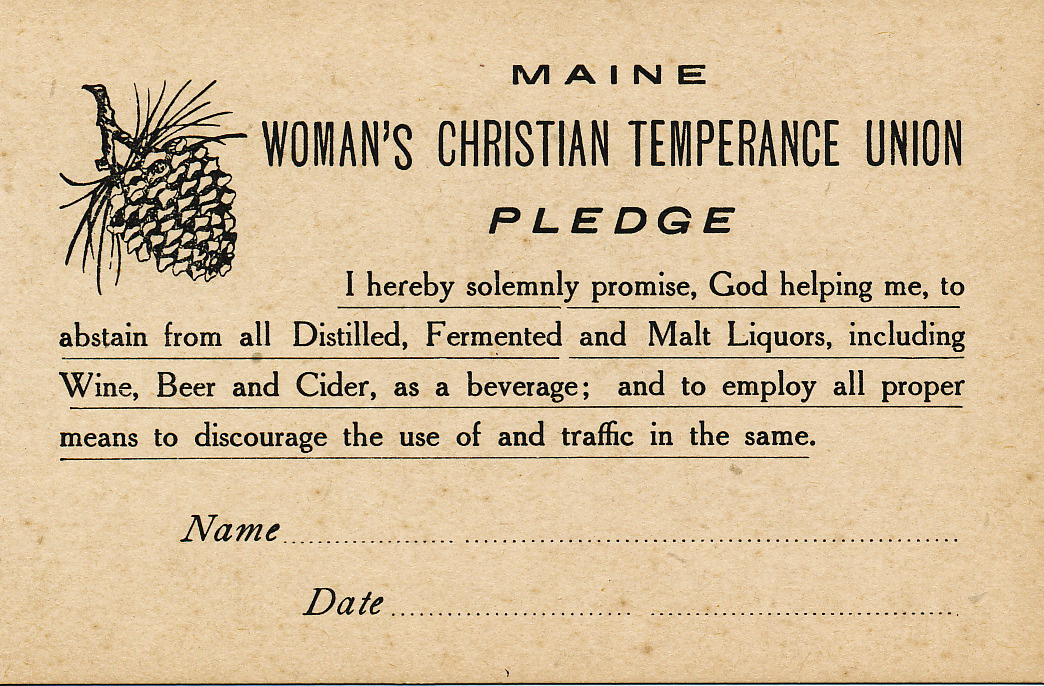

تعهدات العذرية (أو تعهدات الامتناع عن ممارسة الجنس أو تعهدات نقاء ) هي الالتزامات التي تعهدت بها المراهقين والشباب إلى الامتناع عن الجماع حتى الزواج . وهي الأكثر شيوعا في الولايات المتحدة بين الكاثوليكية والإنجيلية المسيحية الطوائف. [1]
ا
كان أول برنامج للتعهدات العذرية هو True Love Waits ، الذي بدأ في عام 1993 من قبل مؤتمر المعمدانيين الجنوبيين، والذي يطالب الآن بأكثر من 2.5 مليون متعهد في جميع أنحاء العالم في عشرات البلدان. [2] [3] يتبع سيل من برامج تعهد العذرية.
هناك برنامج آخر بارز للتعهدات العذرية كان خاتم الفضة (SRT) الذي بدأ في عام 1995 وقد ظهر في مئات التقارير الإعلامية في جميع أنحاء العالم. في عام 2005 ، قام اتحاد الحريات المدنية الأمريكي في ماساتشوستس بمقاضاة وزارة الصحة والخدمات الإنسانية الأمريكية لأنه يعتقد أن SRT تستخدم دولارات الضرائب للترويج للمسيحية. [4] قدم SRT برنامجًا من جزأين، الجزء الأول حول الامتناع عن ممارسة الجنس ؛ والثاني حول كيف يتناسب الإيمان المسيحي مع التزام بالامتناع عن ممارسة الجنس. ادعى الاتحاد الأمريكي للحريات المدنية أن التمويل الفيدرالي المقدم لهذا البرنامج ينتهك فصل الكنيسة عن الدولة .
في 22 أغسطس 2005 ، علقت الإدارة منحة فيدرالية SRT بقيمة 75000 دولار أمريكي حتى قدمت «خطة عمل تصحيحية». [5] في عام 2006 ، قبلت الدائرة خطة عمل تصحيحية، وتم رفض الدعوى القضائية وتلقى SRT تمويلها الفيدرالي.
تتخذ برامج التعهد بالعذرية مجموعة متنوعة من المواقف حول دور الدين في التعهد: يستخدم البعض الدين لتحفيز التعهد، ووضع اقتباسات كتابية على البطاقات، بينما يستخدم البعض الآخر الإحصائيات والحجج لتحفيز التعهد. غالبًا ما تقترن الدعوة بتعهدات العذرية بدعم التثقيف الجنسي بالامتناع عن ممارسة الجنس في المدارس العامة. يجادل المناصرون بأن أي نوع آخر من التربية الجنسية سيعزز ممارسة الجنس خارج إطار الزواج، والذي يعتبرونه غير أخلاقي وخطير.

كانت هناك العديد من الدراسات التي تمت مراجعتها من قبل الزملاء للتعهدات العذرية مع نتائج متفاوتة. تستخدم أربع من خمس دراسات للتعهدات العذرية الخاضعة لاستعراض الأقران والدراسة غير الخاضعة للمراجعة التي تمت مناقشتها أدناه نفس البيانات الفيدرالية، الدراسة الطولية الوطنية لصحة المراهقين (إضافة الصحة) ، حيث تم إجراء مقابلات مع 13000 مراهق في 1995 و 1996 و 2000. استخدمت الدراسة الأخرى التي استعرضها النظراء دراسة تعهدات العذرية في كاليفورنيا .
وجدت أول دراسة تمت مراجعتها من قبل الأقران لمتعهدي العذرية (من قبل علماء الاجتماع بيتر بيرمان من كولومبيا وهانا بروكينر من جامعة ييل ) أنه في العام التالي لتعهدهم، من المرجح أن يؤخر بعض المتعهدين بتأجيل الجنس من غير المتعهدين ؛ عندما يمارس متعهدو العذرية الجنس، فإنهم أقل عرضة لاستخدام وسائل منع الحمل من غير المتعهدين. [6]ووجدت هذه الدراسة، مع ذلك، أن تعهدات العذرية فعالة فقط في المدارس الثانوية التي كان حوالي 30 ٪ من الطلاب قد تعهدوا بها، مما يعني أنها ليست فعالة كمقياس عالمي. كان تحليلهم أن حركات الهوية تعمل عندما يكون هناك كتلة حرجة من الأعضاء: عدد قليل جدًا من الأعضاء، والناس ليس لديهم بعضهم البعض للدعم الاجتماعي، وعدد كبير جدًا من الأعضاء، ولا يشعر الناس بالتميز عن أخذ التعهد. تم انتقاد هذه الدراسة لعدم تمكنها من استنتاج السببية، فقط الارتباط، نقد ينطبق على جميع دراسات التعهدات العذرية حتى الآن. [7]
دراسة لاستعراض الأقران الثانية، أيضا  وبروكنر، وبدا في  العذرية بعد خمس سنوات تعهدهم، ووجدت أن  لها نسب مماثلة من الأمراض المنقولة جنسيا (الأمراض المنقولة جنسيا)، وعلى الأقل كما نسب عالية من الشرج وممارسة الجنس عن طريق الفم كما أولئك الذين لم يتعهدوا بتولية. استنتجوا أنه كان هناك استبدال للجنس الفموي والشرجي لممارسة الجنس المهبلي بين المتعهدين، على الرغم من أن البيانات الخاصة بالجنس الشرجي دون ممارسة الجنس المهبلي التي أبلغ عنها الذكور لم تعكس ذلك بشكل مباشر. [6] [8] وقدرت هذه الدراسة أيضًا أن المتبرعين الذكور كانوا أكثر عرضة بنسبة 4.1 مرة للبقاء العذارى في سن 25 عامًا من أولئك الذين لم يتعهدوا (25 ٪ مقابل 6 ٪) ، وقدرت أن الإناث المتعهدات أكثر عرضة 3.5 مرة للبقاء العذارى في سن 25 أولئك الذين لم يتعهدوا (21٪ مقابل 6٪). وأشارت الدراسة أيضًا إلى أن أولئك الذين تعهدوا بأنهم أصبحوا نشطين جنسيًا أبلغوا عن عدد أقل من الشركاء ولم يتعرضوا لخطر الإصابة بالأمراض المنقولة بالاتصال الجنسي طالما أن غير الناشطين. [6] [8]
وجدت دراسة ثالثة تمت مراجعتها من قبل ميلينا بيرسامين وآخرين في مركز أبحاث الوقاية في بيركلي، كاليفورنيا، أن المراهقين الذين يعدون بأنفسهم بشكل غير رسمي بعدم ممارسة الجنس سوف يؤخرون ممارسة الجنس، ولكن المراهقين الذين يتخذون تعهدًا رسميًا بالعذرية لا تأخير الجنس. [9]
وجدت دراسة رابعة تمت مراجعتها من قِبل باحثة الصحة العامة بجامعة هارفارد جانيت روزنباوم ونشرت في المجلة الأمريكية للصحة العامة في يونيو 2006 ، أن أكثر من نصف المراهقين الذين تعهدوا بتعهدات البكارة قالوا في العام التالي إنهم لم يتعهدوا قط. [10] أظهرت هذه الدراسة أن أولئك الذين يتعهدون ولكنهم يمارسون الجنس من المحتمل أن ينكروا أي تعهد ؛ والعديد من الذين كانوا نشطين جنسيا قبل أخذ التعهد ينكرون تاريخهم الجنسي، والذي، حسب التكهنات، قد يجعلهم يقللون من خطر إصابتهم بالأمراض المنقولة بالاتصال الجنسي.
وجدت دراسة خامسة تمت مراجعتها من قِبل جانيت روزنباوم ونشرت في مجلة طب الأطفال في عام 2009 ، [11] عدم وجود اختلاف في السلوك الجنسي لمتعهدي التبرعات وغير المتعهدين بعد خمس سنوات من التعهد، لكنها وجدت أن التعهدات أقل احتمالية بنسبة 10 نقاط مئوية استخدام الواقي الذكري و 6 نقاط مئوية أقل احتمالا لاستخدام وسائل منع الحمل من غير المتعهدين مماثلة. كانت دراسة مبتكرة لاستخدام مطابقة نموذج روبين السببية، بدلاً من الاعتماد على تحليل الانحدار، مما يجعل المعلمات غير الصحيحة الافتراضات. قد تتأثر نتائج البحث السابقة بأن التعهدات بتأخير الجنس قد تأثرت بعدم قدرة طريقتهم الإحصائية على التكيف بشكل كامل مع الاختلافات الموجودة مسبقًا بين التعهدات وغير التعهدات: التعهدات أكثر سلبية تجاه الجنس قبل الزواج حتى قبل أخذ التعهد، لذلك من المتوقع أن يؤخر الجنس حتى لو لم يأخذوا التعهد. مقارنة التعهدات مع غير المتعهدون هي الطريقة الوحيدة للتأكد من أن التأثير يأتي من التعهد وليس من المعتقدات الأكبر الموجودة من قبل المتعهدين بأن الجنس يجب أن يقتصر على السياق الزوجي. [12]
ن
تم دراسة فعالية تعهدات العذرية على نطاق واسع. وقد وجدت بعض الدراسات أن تعهدات البكارة قد يكون فعالا في تأخير الجماع المهبلي، ولكنها ليست فعالة في الحد من انتشار الأمراض المنقولة جنسيا (الأمراض المنقولة جنسيا) لpledgers قد يحل محل الجماع المهبلي مع أنشطة جنسية أخرى، مثل الجنس عن طريق الفم والشرج الجنس . [6] [8] ومع ذلك، اقترح بحث آخر عدم وجود مثل هذا الاستبدال بين المتعهدين، على الرغم من أن المتعهدين قد يشاركون في الجنس المهبلي أو الفموي. [11] قد تقلل تعهدات العذرية أيضًا من احتمالية استخدام موانع الحمل بمجرد أن يقرر المتعهدون ممارسة الجنس.[6] على الرغم من أن الدراسات قد أفادت بذلك ووجدت أن من المرجح أن يظل العذارى أكثر من عمر 25 عامًا أكثر من أولئك الذين لا يتعهدون وأن أولئك الذين يصبحون نشطين جنسياً يبلغون عن عدد أقل من الشركاء الجنسيين، [6] [8] دراسة واحدة على الأقل لا يوجد فرق في السلوك الجنسي للمتعهدين وغير المتعهدون بعد السيطرة على الاختلافات الموجودة مسبقًا بين المجموعات. [11]